# Shaquille Hines
Shaquille Hines (Chicago, 23 marzo 1993) è un cestista statunitense.